# Lista niszczycieli eskortowych United States Navy
To jest lista niszczycieli eskortowych United States Navy, ułożona według numeru kadłuba lub nazwy. Zawiera wszystkie okręty oznaczone symbolem DE (zarówno Destroyer Escort jak i Ocean Escort), DEG i DER.
W 1975 okręty klasyfikowane jako DE lub DEG zostały przeklasyfikowane na FF bądź FFG (fregaty). 
Zobacz też Lista fregat United States Navy

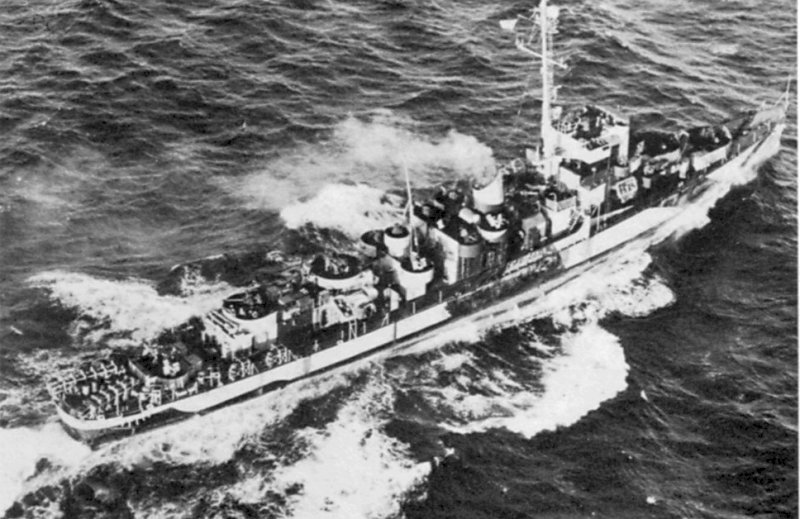
Evarts DE-5

| Nazwa typu     | Okręt prototypowy             | Przyjęcie do służby | Zbudowanych okrętów |
| -------------- | ----------------------------- | ------------------- | ------------------- |
| Evarts         | USS "Evarts" (DE-5)           | 15 kwietnia 1943    | 72                  |
| Buckley        | USS "Buckley" (DE-51)         | 30 kwietnia 1943    | 102                 |
| Cannon         | USS "Cannon" (DE-99)          | 26 września 1943    | 72                  |
| Edsall         | USS "Edsall" (DE-129)         | 10 kwietnia 1943    | 85                  |
| Rudderow       | USS "Rudderow" (DE-224)       | 15 maja 1944        | 22                  |
| John C. Butler | USS "John C. Butler" (DE-339) | 31 marca 1944       | 87                  |
| Dealey         | USS "Dealey" (DE-1006)        | 3 czerwca 1954      | 13                  |
| Claud Jones    | USS "Claud Jones" (DE-1033)   | 10 lutego 1959      | 4                   |

## Niszczyciele eskortowe
| - (DE-1) "Bayntun" - (DE-2) "Bazeley" - (DE-3) "Berry" - (DE-4) "Blackwood" - (DE-5) "Evarts" - (DE-6) "Wyffels" - (DE-7) "Griswold" - (DE-8) "Steele" - (DE-9) "Carlson" - (DE-10) "Bebas" - (DE-11) "Crouters" - (DE-12) "Burges" - (DE-13) "Brennan" - (DE-14) "Doherty" - (DE-15) "Austin" - (DE-16) "Edgar G. Chase" - (DE-17) "Edward C. Daly" - (DE-18) "Gilmore" - (DE-19) "Burden D. Hastings" - (DE-20) "Lehardy" - (DE-21) "Harold C. Thomas" - (DE-22) "Wileman" - (DE-23) "C.R. Greer" - (DE-24) "Whitman" - (DE-25) "Wintle" - (DE-26) "Dempsey" - (DE-27) "Duffy" - (DE-28) "Emery" - (DE-29) "Stadtfeld" - (DE-30) "Martin" - (DE-31) "Sederstrom" - (DE-32) "Fleming" - (DE-33) "Tisdale" - (DE-34) "Eisele" - (DE-35) "Fair" - (DE-36) "Manlove" - (DE-37) "Greiner" - (DE-38) "Wyman" - (DE-39) "Lovering" - (DE-40) "Sanders" - (DE-41) "Brackett" - (DE-42) "Reynolds" - (DE-43) "Mitchell" - (DE-44) "Donaldson" - (DE-45) "Andres" - (DE-46) "Drury" - (DE-47) "Decker" - (DE-48) "Dobler" - (DE-49) "Doneff" - (DE-50) "Engstrom" - (DE-51) "Buckley" - (DE-52) "Bull" - (DE-53) "Charles Lawrence" - (DE-54) "Daniel T. Griffin" - (DE-55) "Donaldson" - (DE-56) "Donnell" - (DE-57) "Fogg" - (DE-58) "Formore" - (DE-59) "Foss" - (DE-60) "Gantner" - (DE-61) "Thomas J. Gary" - (DE-62) "George W. Ingram" - (DE-63) "Ira Jeffrey" - (DE-64) "Lamons" - (DE-65) "Lee Fox" - (DE-66) "Amesbury" - (DE-67) "Essington" - (DE-68) "Bates" - (DE-69) "Blessman" - (DE-70) "Joseph E. Campbell" - (DE-71) "Oswald" - (DE-72) "Harmon" - (DE-73) "McAnn" - (DE-74) "Ebert" - (DE-75) "Eisele" - (DE-76) "Liddle" - (DE-77) "Straub" - (DE-78) "Bullen" - (DE-79) "Byron" - (DE-80) "Conn" - (DE-81) "Cotton" - (DE-82) "Cranstoun" - (DE-83) "Cubitt" - (DE-84) "Curzon" - (DE-85) "Dakins" - (DE-86) "Deane" - (DE-87) "Ekins" - (DE-88) "Fitzroy" - (DE-89) "Redmill" - (DE-90) "Retalick" - (DE-91) "Halstead" - (DE-92) "Riou" - (DE-93) "Rutherford" - (DE-94) "Cosby" - (DE-95) "Rowley" - (DE-96) "Rupert" - (DE-97) "Stockham" - (DE-98) "Seymour" - (DE-99) "Cannon" - (DE-100) "Christopher" - (DE-101) "Alger" - (DE-102) "Thomas" - (DE-103) "Bostwick" - (DE-104) "Breeman" - (DE-105) „Burrows” - (DE-106) "Corbesier" - (DE-107) "Cronin" - (DE-108) "Crosley" - (DE-109) "Marocain" - (DE-110) "Hova" - (DE-111) "Somali" - (DE-112) "Carter" - (DE-113) "Clarence L. Evans" - DE-114 do DE-128 nigdy nie położono stępki - (DE-129) "Edsall" - (DE-130) "Jacob Jones" - (DE-131) "Hammann" - (DE-132) "Robert E. Peary" - (DE-133) "Pillsbury" - (DE-134) "Pope" - (DE-135) "Flaherty" - (DE-136) "Frederick C. Davis" - (DE-137) "Herbert C. Jones" - (DE-138) "Douglas L. Howard" - (DE-139) "Farquhar" - (DE-140) "J. R. Y. Blakely" - (DE-141) "Hill" - (DE-142) "Fessenden" - (DE-143) "Fiske" - (DE-144) "Frost" - (DE-145) "Huse" - (DE-146) "Inch" - (DE-147) "Blair" - (DE-148) "Brough" - (DE-149) "Chatelain" - (DE-150) "Neunzer" - (DE-151) "Poole" - (DE-152) "Peterson" - (DE-153) "Reuben James" - (DE-154) "Sims" - (DE-155) "Hopping" - (DE-156) "Reeves" - (DE-157) "Fechteler" - (DE-158) "Chase" - (DE-159) "Laning" - (DE-160) "Loy" - (DE-161) "Barber" - (DE-162) "Levy" - (DE-163) "McConnell" - (DE-164) "Osterhaus" - (DE-165) "Parks" - (DE-166) "Baron" - (DE-167) "Acree" - (DE-168) "Amick" - (DE-169) "Atherton" - (DE-170) "Booth" - (DE-171) "Carroll" - (DE-172) "Cooner" - (DE-173) "Eldridge" - (DE-174) „Marts” - (DE-175) "Pennewill" - (DE-176) "Micka" - (DE-177) "Reybold" - (DE-178) „Herzog” - (DE-179) "McAnn" - (DE-180) "Trumpeter" - (DE-181) "Straub" - (DE-182) "Gustafson" - (DE-183) "Samuel S. Miles" - (DE-184) „Wesson” - (DE-185) "Riddle" - (DE-186) "Swearer" - (DE-187) "Stern" - (DE-188) "O’Neill" - (DE-189) "Bronstein" - (DE-190) "Baker" - (DE-191) "Coffman" - (DE-192) "Eisner" - (DE-193) "Garfield Thomas" - (DE-194) "Wingfield" - (DE-195) „Thornhill” - (DE-196) "Rinehart" - (DE-197) "Roche" - (DE-198) "Lovelace" - (DE-199) "Manning" - (DE-200) "Neuendorf" - (DE-201) "James E. Craig" - (DE-202) "Eichenberger" - (DE-203) "Thomason" - (DE-204) "Jordan" - (DE-205) "Newman" - (DE-206) "Liddle" - (DE-207) "Kephart" - (DE-208) "Cofer" - (DE-209) "Lloyd" - (DE-210) "Otter" - (DE-211) "Hubbard" - (DE-212) "Hayter" - (DE-213) "William T. Powell" - (DE-214) "Scott" - (DE-215) "Burke" - (DE-216) "Enright" - (DE-217) "Coolbaugh" - (DE-218) "Darby" - (DE-219) "J. Douglas Blackwood" - (DE-220) "Francis M. Robinson" - (DE-221) "Solar" - (DE-222) "Fowler" - (DE-223) "Spangenberg" - (DE-224) "Rudderow" - (DE-225) "Day" - (DE-226) "Crosley" - (DE-227) "Cread" - (DE-228) "Ruchamkin" - (DE-229) "Kirwin" - (DE-230) "Chaffee" - (DE-231) "Hodges" - (DE-232) "Kinzer" - (DE-233) "Register" - (DE-234) "Brock" - (DE-235) "John Q. Roberts" - (DE-236) "William M. Hobby" - (DE-237) "Ray K. Edwards" - (DE-238) "Stewart" - (DE-239) "Sturtevant" - (DE-240) "Moore" - (DE-241) "Keith" - (DE-242) "Tomich" - (DE-243) "J. Richard Ward" - (DE-244) "Otterstetter" - (DE-245) "Sloat" - (DE-246) "Snowden" - (DE-247) "Stanton" - (DE-248) "Swasey" - (DE-249) "Marchand" - (DE-250) "Hurst" - (DE-251) "Camp" - (DE-252) "Howard D. Crow" - (DE-253) "Pettit" - (DE-254) "Ricketts" - (DE-255) "Sellstrom" - (DE-256) "Seid" - (DE-257) "Smartt" - (DE-258) "Walter S. Brown" - (DE-259) "William C. Miller" - (DE-260) "Cabana" - (DE-261) "Dionne" - (DE-262) "Canfield" - (DE-263) "Deede" - (DE-264) "Elden" - (DE-265) "Cloues" - (DE-266) "Wintle" - (DE-267) "Dempsey" - (DE-268) "Duffy" - (DE-269) "Eisner" - (DE-270) "Gilette" - (DE-271) "Fleming" - (DE-272) "Lovering" - (DE-273) "Sander" - (DE-274) "O’Tool" - (DE-275) "Reybold" - (DE-276) "George" - (DE-277) "Herzog" - (DE-278) "Tisdale" - (DE-279) "Trumpeter" - (DE-280) "Kingsmill" - (DE-281) "Arthur L. Bristol" - (DE-282) "Truxtun" - (DE-283) "Upham" - (DE-284) "Weekes" - (DE-286) "Sutton" - (DE-287) "William M. Wood" - (DE-288) "William R. Rush" - (DE-289) nienazwany - (DE-290) "Williams" - DE-291 do DE-300 anulowano - (DE-301) "Lake" - (DE-302) "Lyman" - (DE-303) "Crowley" - (DE-304) "Rall" - (DE-305) "Halloran" - (DE-306) "Connolly" - (DE-307) "Finnegan" - (DE-308) "Creamer" - (DE-309) "Ely" - (DE-310) "Delbert W. Halsey" - (DE-311) "Keppler" - (DE-312) "Lloyd Thomas" - (DE-313) "William C. Lawe" - (DE-314) "William Keith" - (DE-315) nienazwany - (DE-316) "Harveson" - (DE-317) "Joyce" - (DE-318) "Kirkpatrick" - (DE-319) "Leopold" - (DE-320) "Menges" - (DE-321) "Mosley" - (DE-322) "Newell" - (DE-323) "Pride" - (DE-324) "Falgout" - (DE-325) "Lowe" - (DE-326) "Gary" - (DE-327) "Brister" - (DE-328) "Finch" - (DE-329) "Kretchmer" - (DE-330) "O’Reilly" - (DE-331) "Koiner" - (DE-332) "Price" - (DE-333) "Strickland" - (DE-334) "Forster" - (DE-335) "Daniel" - (DE-336) "Roy O. Hale" - (DE-337) "Dale W. Peterson" - (DE-338) "Martin H. Ray" - (DE-339) "John C. Butler" - (DE-340) "O’Flaherty" - (DE-341) "Raymond" - (DE-342) "Richard W. Suesens" - (DE-343) "Abercrombie" - (DE-344) "Oberrender" - (DE-345) "Robert Brazier" - (DE-346) "Edwin A. Howard" - (DE-347) "Jesse Rutherford" - (DE-348) "Key" - (DE-349) "Gentry" - (DE-350) "Traw" - (DE-351) "Maurice J. Manuel" - (DE-352) "Naifeh" - (DE-353) "Doyle C. Barnes" - (DE-354) "Kenneth M. Willett" - (DE-355) "Jaccard" - (DE-356) "Lloyd E. Acree" - (DE-357) "George E. Davis" - (DE-358) "Mack" - (DE-359) "Woodson" - (DE-360) "Johnnie Hutchins" - (DE-361) "Walton" - (DE-362) "Rolf" - (DE-363) "Pratt" - (DE-364) "Rombach" - (DE-365) "McGinty" - (DE-366) "Alvin C. Cockrell" - (DE-367) "French" - (DE-368) "Cecil J. Doyle" - (DE-369) "Thaddeus Parker" - (DE-370) "John L. Williamson" - (DE-371) "Presley" - (DE-372) "Williams" - (DE-373) "William C. Lawe" - (DE-374) "Lloyd Thomas" - (DE-375) "Keppler" - (DE-376) "Kleinsmith" - (DE-377) "Henry W. Tucker" - (DE-378) "Weiss" - (DE-379) "Francovich" - DE-380 i DE-381 anulowano nienazwane - (DE-382) "Ramsden" - (DE-383) "Mills" - (DE-384) "Rhodes" - (DE-385) "Richey" - (DE-386) "Savage" - (DE-387) "Vance" - (DE-388) "Lansing" - (DE-389) "Durant" - (DE-390) "Calcaterra" - (DE-391) "Chambers" - (DE-392) "Merrill" - (DE-393) „Haverfield” - (DE-394) "Swenning" - (DE-395) "Willis" - (DE-396) "Janssen" - (DE-397) "Wilhoite" - (DE-398) "Cockrill" - (DE-399) "Stockdale" - (DE-400) "Hissem" - (DE-401) "Holder" - (DE-402) "Richard S. Bull" - (DE-403) "Richard M. Rowell" - (DE-404) "Eversole" - (DE-405) "Dennis" - (DE-406) "Edmonds" - (DE-407) "Shelton" - (DE-408) "Straus" - (DE-409) "La Prade" - (DE-410) "Jack Miller" - (DE-411) "Stafford" - (DE-412) "Walter C. Wann" - (DE-413) "Samuel B. Roberts" - (DE-414) "Le Ray Wilson" - (DE-415) "Lawrence C. Taylor" - (DE-416) "Melvin R. Nawman" - (DE-417) "Oliver Mitchell" - (DE-418) "Tabberer" - (DE-419) "Robert F. Keller" - (DE-420) "Leland E. Thomas" - (DE-421) "Chester T. O’Brien" - (DE-422) "Douglas A. Munro" - (DE-423) "Dufilho" - (DE-424) "Haas" - DE-425 do DE-437 nie położono stępki - (DE-438) "Corbesier" - (DE-439) "Conklin" - (DE-440) "McCoy Reynolds" - (DE-441) "William Seiverling" - (DE-442) "Ulvert M. Moore" - (DE-443) "Kendall C. Campbell" - (DE-444) "Goss" - (DE-445) "Grady" - (DE-446) "Charles E. Brannon" - (DE-447) "Albert T. Harris" - (DE-448) "Cross" - (DE-449) "Hanna" - (DE-450) "Joseph E. Connolly" - (DE-451) "Woodrow R. Thompson" - (DE-452) "Steinaker" - DE-453 do DE-507 anulowano nienazwane - (DE-508) "Gilligan" - (DE-509) "Formoe" - (DE-510) "Heyliger" - DE-511 do DE-515 nie położono stępki - (DE-516) "Lawford" - (DE-517) "Louis" - (DE-518) "Lawson" - (DE-519) "Pasley/Lindsay" - (DE-520) "Loring" - (DE-521) "Hoste" - (DE-522) "Moorsom" - (DE-523) "Manners" - (DE-524) "Mounsey" - (DE-525) "Inglis" - (DE-526) "Inman" - (DE-527) "O’Toole" - (DE-528) "John J. Powers" - (DE-529) "Mason" - (DE-530) "John M. Bermingham" - (DE-531) "Edward H. Allen" - (DE-532) "Tweedy" - (DE-533) "Howard F. Clark" - (DE-534) "Silverstein" - (DE-535) "Lewis" - (DE-536) "Bivin" - (DE-537) "Rizzi" - (DE-538) "Osberg" - (DE-539) "Wagner" - (DE-540) "Vandivier" - (DE-541) "Sheehan" - (DE-542) "Oswald A. Powers" - (DE-543) "Groves" - (DE-544) "Alfred Wolf" - (DE-545) "Harold J. Ellison" - (DE-546) "Myles C. Fox" - (DE-547) "Charles R. Ware" - (DE-548) "Carpellotti" - (DE-549) "Eugene A. Greene" - (DE-550) "Gyatt" - (DE-551) "Benner" - (DE-552) "Kenneth D. Bailey" - (DE-553) "Dennis J. Buckley" - (DE-554) "Everett F. Larson" - (DE-555) "Rogers Blood" - (DE-556) "William R. Rush" - (DE-557) "William M. Wood" - DE-558 do DE-562 nie położono stępki - (DE-563) "Spragge" - (DE-564) "Stayner" - (DE-565) "Thornborough" - (DE-566) "Trollope" - (DE-567) "Tyler" - (DE-568) "Torrington" - (DE-569) "Torrington" - (DE-570) "Narborough" - (DE-571) "Whitaker" - (DE-572) "Holmes" - (DE-573) "Hargood" - (DE-574) "Hotham" - (DE-575) "Ahrens" - (DE-576) "Barr" - (DE-577) "Alexander J. Luke" - (DE-578) "Robert I. Paine" - (DE-579) "Riley" - (DE-580) "Leslie L.B. Knox" - (DE-581) "McNulty" - (DE-582) "Metivier" - (DE-583) "George A. Johnson" - (DE-584) "Charles J. Kimmel" - (DE-585) "Daniel A. Joy" - (DE-586) "Lough" - (DE-587) "Thomas F. Nickel" - (DE-588) "Peiffer" - (DE-589) "Tinsman" - (DE-590) "Ringness" - (DE-591) "Knudsen" - (DE-592) "Rednour" - (DE-593) "Tollberg" - (DE-594) "William J. Patterson" - (DE-595) "Myers" - (DE-596) "Walter B. Cobb" - (DE-597) "Earle B. Hall" - (DE-598) "Harry A. Corl" - (DE-599) "Belet" - (DE-600) "Julius A. Raven" - (DE-601) "Walsh" - (DE-602) "Hunter Marshall" - (DE-603) "Earhart" - (DE-604) "Walter S. Gorka" - (DE-605) "Rogers Blood" - (DE-606) "Frankovich" - DE-607 do DE-632 nie położono stępki - (DE-633) "Foreman" - (DE-634) "Whitehurst" - (DE-635) "England" - (DE-636) "Witter" - (DE-637) "Bowers" - (DE-638) "Willmarth" - (DE-639) "Gendreau" - (DE-640) "Fieberling" - (DE-641) "William C. Cole" - (DE-642) "Paul G. Baker" - (DE-643) "Damon M. Cummings" - (DE-644) "Vammen" - DE-645 do DE-664 nie położono stępki - (DE-665) "Jenks" - (DE-666) "Durik" - (DE-667) "Wiseman" - (DE-668) "Yokes" - (DE-669) "Pavlic" - (DE-670) "Odum" - (DE-671) "Jack C. Robinson" - (DE-672) "Bassett" - (DE-673) "John P. Gray" - (DE-674) "Joseph M. Auman" - (DE-675) "Weber" - (DE-676) "Schmitt" - (DE-677) "Frament" - (DE-678) "Harmon" - (DE-679) "Greenwood" - (DE-680) "Loeser" - (DE-681) "Gillette" - (DE-682) "Underhill" - (DE-683) "Henry R. Kenyon" - (DE-684) "De Long" - (DE-685) "Coates" - (DE-686) "Eugene E. Elmore" - (DE-687) "Kline" - (DE-688) "Raymond W. Herndon" - (DE-689) "Scribner" - (DE-690) "Diachenko" - (DE-691) "Horace A. Bass" - (DE-692) "Wantuck" - (DE-693) "Bull" - (DE-694) "Bunch" - (DE-695) "Rich" - (DE-696) "Spangler" - (DE-697) "George" - (DE-698) "Raby" - (DE-699) "Marsh" - (DE-700) "Currier" - (DE-701) "Osmus" - (DE-702) "Earl V. Johnson" - (DE-703) "Holton" - (DE-704) "Cronin" - (DE-705) "Frybarger" - (DE-706) "Holt" - (DE-707) "Jobb" - (DE-708) "Parle" - (DE-709) "Bray" - (DE-710) "Gosselin" - (DE-711) "Begor" - (DE-712) "Cavallaro" - (DE-713) "Donald W. Wolf" - (DE-714) "Cook" - (DE-715) "Walter X. Young" - (DE-716) "Balduck" - (DE-717) "Burdo" - (DE-718) "Kleinsmith" - (DE-719) "Weiss" - (DE-720) "Carpellotti" - (DE-721) "Don O. Woods" - (DE-722) "Beverly W. Reid" - (DE-723) "Walter X. Young" - DE-724 do DE-738 nie położono stępki - (DE-739) "Bangust" - (DE-740) "Waterman" - (DE-741) "Weaver" - (DE-742) "Hilbert" - (DE-743) "Lamons" - (DE-744) "Kyne" - (DE-745) "Snyder" - (DE-746) "Hemminger" - (DE-747) "Bright" - (DE-748) "Tills" - (DE-749) "Roberts" - (DE-750) "McClelland" - (DE-751) "Gaynier" - (DE-752) "Curtis W. Howard" - (DE-753) "John J. Vanburen" - (DE-754) "Willard Keith" - (DE-755) "Paul G. Baker" - (DE-756) "Damon Cummings" - DE-757 do DE-762 anulowano - (DE-763) "Cates" - (DE-764) „Gandy” - (DE-765) "Earl K. Olsen" - (DE-766) "Slater" - (DE-767) "Oswald" - (DE-768) "Ebert" - (DE-769) "Neil A. Scott" - (DE-770) "Muir" - (DE-771) "Sutton" - (DE-772) "Milton Lewis" - (DE-773) "George M. Campbell" - (DE-774) "Russel M. Cox" - DE-775 do DE-788 nie położono stępki - (DE-789) "Tatum" - (DE-790) "Borum" - (DE-791) "Maloy" - (DE-792) "Haines" - (DE-793) "Runels" - (DE-794) "Hollis" - (DE-795) "Gunason" - (DE-796) "Major" - (DE-797) "Weeden" - (DE-798) "Varian" - (DE-799) "Scroggins" - (DE-800) "Jack W. Wilke" - DE-801 do DE-995 anulowano nienazwane - DE-996 to DE-1005 anulowano nienazwane - (DE-1006) "Dealey" - DE-1007 do DE-1013 opłacone przez United States Navy i zbudowane we Francji według francuskiego projektu dla Marine nationale - (DE-1014) "Cromwell" - (DE-1015) "Hammerberg" - DE-1016 do DE-1019 opłacone przez United States Navy i zbudowane we Francji według francuskiego projektu dla Marine nationale - DE-1020 opłacony przez United States Navy i zbudowany we Włoszech według włoskiego projektu dla Marynarki Włoskiej - (DE-1021) "Courtney" - (DE-1022) "Lester" - (DE-1023) "Evans" - (DE-1024) "Bridget" - (DE-1025) "Bauer" - (DE-1026) "Hooper" - (DE-1027) "John Willis" - (DE-1028) "Van Voorhis" - (DE-1029) "Hartley" - (DE-1030) "Taussig" - DE-1031 opłacony przez United States Navy i zbudowany we Włoszech według włoskiego projektu dla Marynarki Włoskiej - DE-1032 opłacony przez United States Navy i zbudowane we Włoszech według włoskiego projektu dla Marynarki Portugalskiej - (DE-1033) "Claud Jones" - (DE-1034) "John R. Perry" - (DE-1035) "Charles Berry" - (DE-1036) "McMorris" - (DE-1037) "Bronstein" - (DE-1038) "McCloy" - DE-1039 opłacony przez United States Navy i zbudowane we Włoszech według włoskiego projektu dla Marynarki Portugalskiej - (DE-1040) "Garcia" - (DE-1041) "Bradley" - DE-1042 opłacony przez United States Navy i zbudowane we Włoszech według włoskiego projektu dla Marynarki Portugalskiej - (DE-1043) "Edward McDonnell" - (DE-1044) "Brumby" - (DE-1045) "Davidson" - DE-1046 opłacony przez United States Navy i zbudowane we Włoszech według włoskiego projektu dla Marynarki Portugalskiej - (DE-1047) "Voge" - (DE-1048) "Sample" - (DE-1049) "Koelsch" - (DE-1050) "Albert David" - (DE-1051) "O’Callahan" - (DE-1052) "Knox" - (DE-1053) "Roark" - (DE-1054) "Gray" - (DE-1055) "Hepburn" - (DE-1056) "Connole" - (DE-1057) "Rathburne" - (DE-1058) "Meyerkord" - (DE-1059) "William S. Sims" - (DE-1060) "Lang" - (DE-1061) "Patterson" - (DE-1062) "Whipple" - (DE-1063) "Reasoner" - (DE-1064) "Lockwood" - (DE-1065) "Stein" - (DE-1066) "Marvin Shields" - (DE-1067) "Francis Hammond" - (DE-1068) "Vreeland" - (DE-1069) "Bagley" - (DE-1070) "Downes" - (DE-1071) "Badger" - (DE-1072) "Blakely" - (DE-1073) "Robert E. Peary" - (DE-1074) "Harold E. Holt" - (DE-1075) "Trippe" - (DE-1076) "Fanning" - (DE-1077) "Ouellett" - (DE-1078) "Joseph Hewes" - (DE-1079) "Bowen" - (DE-1080) "Paul" - (DE-1081) "Alwyn" - (DE-1082) "Elmer Montgomery" - (DE-1083) "Cook" - (DE-1084) "McCandless" - (DE-1085) "Donald B. Beary" - (DE-1086) "Brewton" - (DE-1087) "Kirk" - (DE-1088) "Barbey" - (DE-1089) "Jesse L. Brown" - (DE-1090) "Ainsworth" - (DE-1091) "Miller" - (DE-1092) "Thomas C. Hart" - (DE-1093) "Capodanno" - (DE-1094) "Pharris" - (DE-1095) "Truett" - (DE-1096) "Valdez" - (DE-1097) "Moinester" - DE-1098 do -1107 anulowano nienazwane przed położeniem stępki - (DE-1098) "Glover" (numer 1098 został ponownie użyty) | - "Abercrombie" (DE-343) - "Acree" (DE-167) - "Ahrens" (DE-575) - "Ainsworth" (DE-1090) - "Albert David" (DE-1050) - "Albert T. Harris" (DE-447) - "Alexander J. Luke" (DE-577) - "Alfred Wolf" (DE-544) - "Alger" (DE-101) - "Alvin C. Cockrell" (DE-366) - "Alwyn" (DE-1081) - "Amesbury" (DE-66) - "Amick" (DE-168) - "Andres" (DE-45) - "Arthur L. Bristol" (DE-281) - "Atherton" (DE-169) - "Austin" (DE-15) - "Badger" (DE-1071) - "Bagley" (DE-1069) - "Baker" (DE-190) - "Balduck" (DE-716) - "Bangust" (DE-739) - "Barber" (DE-161) - "Barbey" (DE-1088) - "Baron" (DE-166) - "Barr" (DE-576) - "Bassett" (DE-672) - "Bates" (DE-68) - "Bauer" (DE-1025) - "Bayntun" (DE-1) - "Bazeley" (DE-2) - "Bebas" (DE-10) - "Begor" (DE-711) - "Belet" (DE-599) - "Benner" (DE-551) - "Berry" (DE-3) - "Beverly W. Reid" (DE-722) - "Bivin" (DE-536) - "Blackwood" (DE-4) - "Blair" (DE-147) - "Blakely" (DE-1072) - "Blessman" (DE-69) - "Booth" (DE-170) - "Borum" (DE-790) - "Bostwick" (DE-103) - "Bowen" (DE-1079) - "Bowers" (DE-637) - "Brackett" (DE-41) - "Bradley" (DE-1041) - "Bray" (DE-709) - "Breeman" (DE-104) - "Brennan" (DE-13) - "Brewton" (DE-1086) - "Bridget" (DE-1024) - "Bright" (DE-747) - "Brister" (DE-327) - "Brock" (DE-234) - "Bronstein" (DE-189) - "Bronstein" (DE-1037) - "Brough" (DE-148) - "Brumby" (DE-1044) - "Buckley" (DE-51) - "Bull" (DE-52) - "Bull" (DE-693) - "Bullen" (DE-78) - "Bunch" (DE-694) - "Burden D. Hastings" (DE-19) - "Burdo" (DE-717) - "Burges" (DE-12) - "Burke" (DE-215) - „Burrows” (DE-105) - "Byron" (DE-79) - "C.R. Greer" (DE-23) - "Cabana" (DE-260) - "Calcaterra" (DE-390) - "Camp" (DE-251) - "Canfield" (DE-262) - "Cannon" (DE-99) - "Capodanno" (DE-1093) - "Carlson" (DE-9) - "Carpellotti" (DE-548) - "Carpellotti " (DE-720) - "Carroll" (DE-171) - "Carter" (DE-112) - "Cates" (DE-763) - "Cavallaro" (DE-712) - "Cecil J. Doyle" (DE-368) - "Chaffee" (DE-230) - "Chambers" (DE-391) - "Charles Berry" (DE-1035) - "Charles E. Brannon" (DE-446) - "Charles J. Kimmel" (DE-584) - "Charles Lawrence" (DE-53) - "Charles R. Ware" (DE-547) - "Chase" (DE-158) - "Chatelain" (DE-149) - "Chester T. O’Brien" (DE-421) - "Christopher" (DE-100) - "Clarence L. Evans" (DE-113) - "Claud Jones" (DE-1033) - "Cloues" (DE-265) - "Coates" (DE-685) - "Cockrill" (DE-398) - "Cofer" (DE-208) - "Coffman" (DE-191) - "Conklin" (DE-439) - "Conn" (DE-80) - "Connole" (DE-1056) - "Connolly" (DE-306) - "Cook" (DE-714) - "Cook" (DE-1083) - "Coolbaugh" (DE-217) - "Cooner" (DE-172) - "Corbesier" (DE-106) - "Corbesier" (DE-438) - "Cosby" (DE-94) - "Cotton" (DE-81) - "Courtney" (DE-1021) - "Cranstoun" (DE-82) - "Cread" (DE-227) - "Creamer" (DE-308) - "Cromwell" (DE-1014) - "Cronin" (DE-107) - "Cronin" (DE-704) - "Crosley" (DE-108) - "Crosley" (DE-226) - "Cross" (DE-448) - "Crouters" (DE-11) - "Crowley" (DE-303) - "Cubitt" (DE-83) - "Currier" (DE-700) - "Curtis W. Howard" (DE-752) - "Curzon" (DE-84) - "Dakins" (DE-85) - "Dale W. Peterson" (DE-337) - "Damon Cummings" (DE-756) - "Damon M. Cummings" (DE-643) - "Daniel" (DE-335) - "Daniel A. Joy" (DE-585) - "Daniel T. Griffin" (DE-54) - "Darby" (DE-218) - "Davidson" (DE-1045) - "Day" (DE-225) - "De Long" (DE-684) - "Dealey" (DE-1006) - "Deane" (DE-86) - "Decker" (DE-47) - "Deede" (DE-263) - "De Long" (DE-684) - "Dempsey" (DE-26) - "Dempsey" (DE-267) - "Dennis" (DE-405) - "Dennis J. Buckley" (DE-553) - "Diachenko" (DE-690) - "Dionne" (DE-261) - "Dobler" (DE-48) - "Doherty" (DE-14) - "Don O. Woods" (DE-721) - "Donald B. Beary" (DE-1085) - "Donaldson" (DE-44) - "Donaldson" (DE-55) - "Donald W. Wolf" (DE-713) - "Doneff" (DE-49) - "Donnell" (DE-56) - "Douglas A. Munro" (DE-422) - "Douglas L. Howard" (DE-138) - "Downes" (DE-1070) - "Doyle C. Barnes" (DE-353) - "Durant" (DE-389) - "Drury" (DE-46) - "Duffy" (DE-27) - "Dufilho" (DE-423) - "Durant" (DE-389) - "Durik" (DE-666) - "Earhart" (DE-603) - "Earl K. Olsen" (DE-765) - "Earl V. Johnson" (DE-702) - "Earle B. Hall" (DE-597) - "Ebert" (DE-74) - "Ebert" (DE-768) - "Edgar G. Chase" (DE-16) - "Edmonds" (DE-406) - "Edsall" (DE-129) - "Edward C. Daly" (DE-17) - "Edward H. Allen" (DE-531) - "Edward McDonnell" (DE-1043) - "Edwin A. Howard" (DE-346) - "Eichenberger" (DE-202) - "Eisele" (DE-34) - "Eisele" (DE-75) - "Eisner" (DE-192) - "Eisner" (DE-269) - "Ekins" (DE-87) - "Elden" (DE-264) - "Eldridge" (DE-173) - "Elmer Montgomery" (DE-1082) - "Ely" (DE-309) - "Emery" (DE-28) - "England" (DE-635) - "Engstrom" (DE-50) - "Enright" (DE-216) - "Essington" (DE-67) - "Eugene A. Greene" (DE-549) - "Eugene E. Elmore" (DE-686) - "Evans" (DE-1023) - "Evarts" (DE-5) - "Everett F. Larson" (DE-554) - "Eversole" (DE-404) - "Fair" (DE-35) - "Falgout" (DE-324) - "Fanning" (DE-1076) - "Farquhar" (DE-139) - "Fechteler" (DE-157) - "Fessenden" (DE-142) - "Fieberling" (DE-640) - "Finch" (DE-328) - "Finnegan" (DE-307) - "Fiske" (DE-143) - "Fitzroy" (DE-88) - "Flaherty" (DE-135) - "Fleming" (DE-32) - "Fleming" (DE-271) - "Fogg" (DE-57) - "Foreman" (DE-633) - "Formoe" (DE-509) - "Formore" (DE-58) - "Forster" (DE-334) - "Foss" (DE-59) - "Fowler" (DE-222) - "Frament" (DE-677) - "Francis Hammond" (DE-1067) - "Francis M. Robinson" (DE-220) - "Francovich" (DE-379) - "Frankovich" (DE-606) - "Frederick C. Davis" (DE-136) - "French" (DE-367) - "Frost" (DE-144) - "Frybarger" (DE-705) - „Gandy” (DE-764) - "Gantner" (DE-60) - "Garcia" (DE-1040) - "Garfield Thomas" (DE-193) - "Gary" (DE-326) - "Gaynier" (DE-751) - "Gendreau" (DE-639) - "Gentry" (DE-349) - "George" (DE-276) - "George" (DE-697) - "George A. Johnson" (DE-583) - "George E. Davis" (DE-357) - "George M. Campbell" (DE-773) - "George W. Ingram" (DE-62) - "Gilette" (DE-270) - "Gillette" (DE-681) - "Gilligan" (DE-508) - "Gilmore" (DE-18) - "Glover" (DE-1098) - "Goss" (DE-444) - "Gosselin" (DE-710) - "Grady" (DE-445) - "Gray" (DE-1054) - "Greenwood" (DE-679) - "Greiner" (DE-37) - "Griswold" (DE-7) - "Groves" (DE-543) - "Gunason" (DE-795) - "Gustafson" (DE-182) - "Haas" (DE-424) - "Haertley" (DE-1029) - "Haines" (DE-792) - "Halloran" (DE-305) - "Halstead" (DE-91) - "Hammann" (DE-131) - "Hammerberg" (DE-1015) - "Hanna" (DE-449) - "Hargood" (DE-573) - "Harmon" (DE-72) - "Harmon" (DE-678) - "Harold C. Thomas" (DE-21) - "Harold E. Holt" (DE-1074) - "Harold J. Ellison" (DE-545) - "Harry A. Corl" (DE-598) - "Hartley" (DE-1029) - "Harveson" (DE-316) - "Haverfield" (DE-393) - "Hayter" (DE-212) - "Hemminger" (DE-746) - "Henry R. Kenyon" (DE-683) - "Henry W. Tucker" (DE-377) - "Hepburn" (DE-1055) - "Herbert C. Jones" (DE-137) - „Herzog” (DE-178) - "Herzog" (DE-277) - "Heyliger" (DE-510) - "Hilbert" (DE-742) - "Hill" (DE-141) - "Hissem" (DE-400) - "Hodges" (DE-231) - "Holder" (DE-401) - "Hollis" (DE-794) - "Holmes" (DE-572) - "Holt" (DE-706) - "Holton" (DE-703) - "Hooper" (DE-1026) - "Hopping" (DE-155) - "Horace A. Bass" (DE-691) - "Hoste" (DE-521) - "Hotham" (DE-574) - "Hova" (DE-110) - "Howard D. Crow" (DE-252) - "Howard F. Clark" (DE-533) - "Hubbard" (DE-211) - "Hunter Marshall" (DE-602) - "Hurst" (DE-250) - "Huse" (DE-145) - "Inch" (DE-146) - "Inglis" (DE-525) - "Inman" (DE-526) - "Ira Jeffrey" (DE-63) - "J. Douglas Blackwood" (DE-219) - "J. R. Y. Blakely" (DE-140) - "J. Richard Ward" (DE-243) - "Jaccard" (DE-355) - "Jack C. Robinson" (DE-671) - "Jack Miller" (DE-410) - "Jack W. Wilke" (DE-800) - "Jacob Jones" (DE-130) - "James E. Craig" (DE-201) - "Janssen" (DE-396) - "Jenks" (DE-665) - "Jesse L. Brown" (DE-1089) - "Jesse Rutherford" (DE-347) - "Jobb" (DE-707) - "John C. Butler" (DE-339) - "John J. Powers" (DE-528) - "John J. Vanburen" (DE-753) - "John L. Williamson" (DE-370) - "John M. Bermingham" (DE-530) - "John P. Gray" (DE-673) - "John Q. Roberts" (DE-235) - "John R. Perry" (DE-1034) - "John Willis" (DE-1027) - "Johnnie Hutchins" (DE-360) - "Jordan" (DE-204) - "Joseph E. Campbell" (DE-70) - "Joseph E. Connolly" (DE-450) - "Joseph Hewes" (DE-1078) - "Joseph M. Auman" (DE-674) - "Joyce" (DE-317) - "Julius A. Raven" (DE-600) - "Keith" (DE-241) - "Kendall C. Campbell" (DE-443) - "Kenneth D. Bailey" (DE-552) - "Kenneth M. Willett" (DE-354) - "Kephart" (DE-207) - "Keppler" (DE-311) - "Keppler" (DE-375) - "Key" (DE-348) - "Kingsmill" (DE-280) - "Kinzer" (DE-232) - "Kirk" (DE-1087) - "Kirkpatrick" (DE-318) - "Kirwin" (DE-229) - "Kleinsmith" (DE-376) - "Kleinsmith" (DE-718) - "Kline" (DE-687) - "Knox" (DE-1052) - "Knudsen" (DE-591) - "Koelsch" (DE-1049) - "Koiner" (DE-331) - "Kretchmer" (DE-329) - "Kyne" (DE-744) - "La Prade" (DE-409) - "Lake" (DE-301) - "Lamons" (DE-64) - "Lamons" (DE-743) - "Lang" (DE-1060) - "Laning" (DE-159) - "Lansing" (DE-388) - "Lawford" (DE-516) - "Lawrence C. Taylor" (DE-415) - "Lawson" (DE-518) - "Le Ray Wilson" (DE-414) - "Lee Fox" (DE-65) - "Lehardy" (DE-20) - "Leland E. Thomas" (DE-420) - "Leopold" (DE-319) - "Leslie L.B. Knox" (DE-580) - "Lester" (DE-1022) - "Levy" (DE-162) - "Lewis" (DE-535) - "Liddle" (DE-76) - "Liddle" (DE-206) - "Lloyd" (DE-209) - "Lloyd E. Acree" (DE-356) - "Lloyd Thomas" (DE-312) - "Lloyd Thomas" (DE-374) - "Lockwood" (DE-1064) - "Loeser" (DE-680) - "Loring" (DE-520) - "Lough" (DE-586) - "Louis" (DE-517) - "Lovelace" (DE-198) - "Lovering" (DE-39) - "Lovering" (DE-272) - "Lowe" (DE-325) - "Loy" (DE-160) - "Lyman" (DE-302) - "Mack" (DE-358) - "Major" (DE-796) - "Maloy" (DE-791) - "Manlove" (DE-36) - "Manners" (DE-523) - "Manning" (DE-199) - "Marchand" (DE-249) - "Marocain" (DE-109) - "Marsh" (DE-699) - "Martin" (DE-30) - "Martin H. Ray" (DE-338) - „Marts” (DE-174) - "Marvin Shields" (DE-1066) - "Mason" (DE-529) - "Maurice J. Manuel" (DE-351) - "McAnn" (DE-73) - "McAnn" (DE-179) - "McCandless" (DE-1084) - "McClelland" (DE-750) - "McCloy" (DE-1038) - "McConnell" (DE-163) - "McCoy Reynolds" (DE-440) - "McGinty" (DE-365) - "McMorris" (DE-1036) - "McNulty" (DE-581) - "Melvin R. Nawman" (DE-416) - "Menges" (DE-320) - "Merrill" (DE-392) - "Metivier" (DE-582) - "Meyerkord" (DE-1058) - "Micka" (DE-176) - "Miller" (DE-1091) - "Mills" (DE-383) - "Milton Lewis" (DE-772) - "Mitchell" (DE-43) - "Moinester" (DE-1097) - "Moore" (DE-240) - "Moorsom" (DE-522) - "Mosley" (DE-321) - "Mounsey" (DE-524) - "Muir" (DE-770) - "Myers" (DE-595) - "Myles C. Fox" (DE-546) - "Naifeh" (DE-352) - "Narborough" (DE-570) - "Neil A. Scott" (DE-769) - "Neuendorf" (DE-200) - "Neunzer" (DE-150) - "Newell" (DE-322) - "Newman" (DE-205) - "Oberrender" (DE-344) - "O’Callahan" (DE-1051) - "Odum" (DE-670) - "O’Flaherty" (DE-340) - "Oliver Mitchell" (DE-417) - "O’Neill" (DE-188) - "O’Reilly" (DE-330) - "Osberg" (DE-538) - "Osmus" (DE-701) - "Osterhaus" (DE-164) - "Oswald" (DE-71) - "Oswald" (DE-767) - "Oswald A. Powers" (DE-542) - "O’Tool" (DE-274) - "O’Toole" (DE-527) - "Otter" (DE-210) - "Otterstetter" (DE-244) - "Ouellett" (DE-1077) - "Parks" (DE-165) - "Parle" (DE-708) - "Pasley/Lindsay" (DE-519) - "Patterson" (DE-1061) - "Paul" (DE-1080) - "Paul G. Baker" (DE-642) - "Paul G. Baker" (DE-755) - "Pavlic" (DE-669) - "Peiffer" (DE-588) - "Pennewill" (DE-175) - "Peterson" (DE-152) - "Pettit" (DE-253) - "Pharris" (DE-1094) - "Pillsbury" (DE-133) - "Poole" (DE-151) - "Pope" (DE-134) - "Pratt" (DE-363) - "Presley" (DE-371) - "Price" (DE-332) - "Pride" (DE-323) - "Raby" (DE-698) - "Rall" (DE-304) - "Ramsden" (DE-382) - "Rathburne" (DE-1057) - "Ray K. Edwards" (DE-237) - "Raymond" (DE-341) - "Raymond W. Herndon" (DE-688) - "Reasoner" (DE-1063) - "Redmill" (DE-89) - "Rednour" (DE-592) - "Reeves" (DE-156) - "Register" (DE-233) - "Retalick" (DE-90) - "Reuben James" (DE-153) - "Reybold" (DE-177) - "Reybold" (DE-275) - "Reynolds" (DE-42) - "Rhodes" (DE-384) - "Rich" (DE-695) - "Richard M. Rowell" (DE-403) - "Richard S. Bull" (DE-402) - "Richard W. Suesens" (DE-342) - "Richey" (DE-385) - "Ricketts" (DE-254) - "Riddle" (DE-185) - "Riley" (DE-579) - "Rinehart" (DE-196) - "Ringness" (DE-590) - "Riou" (DE-92) - "Rizzi" (DE-537) - "Roark" (DE-1053) - "Robert Brazier" (DE-345) - "Robert E. Peary" (DE-132) - "Robert E. Peary" (DE-1073) - "Robert F. Keller" (DE-419) - "Robert I. Paine" (DE-578) - "Roberts" (DE-749) - "Roche" (DE-197) - "Rogers Blood" (DE-555) - "Rogers Blood" (DE-605) - "Rolf" (DE-362) - "Rombach" (DE-364) - "Rowley" (DE-95) - "Roy O. Hale" (DE-336) - "Ruchamkin" (DE-228) - "Rudderow" (DE-224) - "Runels" (DE-793) - "Rupert" (DE-96) - "Russel M. Cox" (DE-774) - "Rutherford" (DE-93) - "Sample" (DE-1048) - "Samuel B. Roberts" (DE-413) - "Samuel S. Miles" (DE-183) - "Sander" (DE-273) - "Sanders" (DE-40) - "Savage" (DE-386) - "Schmitt" (DE-676) - "Scott" (DE-214) - "Scribner" (DE-689) - "Scroggins" (DE-799) - "Sederstrom" (DE-31) - "Seid" (DE-256) - "Sellstrom" (DE-255) - "Seymour" (DE-98) - "Sheehan" (DE-541) - "Shelton" (DE-407) - "Silverstein" (DE-534) - "Sims" (DE-154) - "Slater" (DE-766) - "Sloat" (DE-245) - "Smartt" (DE-257) - "Snowden" (DE-246) - "Snyder" (DE-745) - "Solar" (DE-221) - "Somali" (DE-111) - "Spangenberg" (DE-223) - "Spangler" (DE-696) - "Spragge" (DE-563) - "Stadtfeld" (DE-29) - "Stafford" (DE-411) - "Stanton" (DE-247) - "Stayner" (DE-564) - "Steele" (DE-8) - "Stein" (DE-1065) - "Steinaker" (DE-452) - "Stern" (DE-187) - "Stewart" (DE-238) - "Stockdale" (DE-399) - "Stockham" (DE-97) - "Straub" (DE-77) - "Straub" (DE-181) - "Straus" (DE-408) - "Strickland" (DE-333) - "Sturtevant" (DE-239) - "Sutton" (DE-286) - "Sutton" (DE-771) - "Swasey" (DE-248) - "Swearer" (DE-186) - "Swenning" (DE-394) - "Tabberer" (DE-418) - "Tatum" (DE-789) - "Taussig" (DE-1030) - "Thaddeus Parker" (DE-369) - "Thomas" (DE-102) - "Thomas C. Hart" (DE-1092) - "Thomas F. Nickel" (DE-587) - "Thomas J. Gary" (DE-61) - "Thomason" (DE-203) - "Thornborough" (DE-565) - „Thornhill” (DE-195) - "Tills" (DE-748) - "Tinsman" (DE-589) - "Tisdale" (DE-33) - "Tisdale" (DE-278) - "Tollberg" (DE-593) - "Tomich" (DE-242) - "Torrington" (DE-568) - "Torrington" (DE-569) - "Traw" (DE-350) - "Trippe" (DE-1075) - "Trollope" (DE-566) - "Truett" (DE-1095) - "Trumpeter" (DE-180) - "Trumpeter" (DE-279) - "Truxtun" (DE-282) - "Tweedy" (DE-532) - "Tyler" (DE-567) - "Ulvert M. Moore" (DE-442) - "Underhill" (DE-682) - "Upham" (DE-283) - "Valdez" (DE-1096) - "Vammen" (DE-644) - "Van Hoorhis" (DE-1028) - "Vance" (DE-387) - "Vandivier" (DE-540) - "Varian" (DE-798) - "Voge" (DE-1047) - "Vreeland" (DE-1068) - "Wagner" (DE-539) - "Walsh" (DE-601) - "Walter B. Cobb" (DE-596) - "Walter C. Wann" (DE-412) - "Walter S. Brown" (DE-258) - "Walter S. Gorka" (DE-604) - "Walter X. Young" (DE-715) - "Walter X. Young" (DE-723) - "Walton" (DE-361) - "Wantuck" (DE-692) - "Waterman" (DE-740) - "Weaver" (DE-741) - "Weber" (DE-675) - "Weeden" (DE-797) - "Weekes" (DE-284) - "Weiss" (DE-378) - "Weiss " (DE-719) - „Wesson” (DE-184) - "Whipple" (DE-1062) - "Whitaker" (DE-571) - "Whitehurst" (DE-634) - "Whitman" (DE-24) - "Wileman" (DE-22) - "Wilhoite" (DE-397) - "Willard Keith" (DE-754) - "William C. Cole" (DE-641) - "William C. Lawe" (DE-313) - "William C. Lawe" (DE-373) - "William C. Miller" (DE-259) - "William J. Patterson" (DE-594) - "William Keith" (DE-314) - "William M. Hobby" (DE-236) - "William M. Wood" (DE-287) - "William M. Wood" (DE-557) - "William R. Rush" (DE-288) - "William R. Rush" (DE-556) - "William S. Sims" (DE-1059) - "William Seiverling" (DE-441) - "William T. Powell" (DE-213) - "Williams" (DE-290) - "Williams" (DE-372) - "Willis" (DE-395) - "Willmarth" (DE-638) - "Wingfield" (DE-194) - "Wintle" (DE-25) - "Wintle" (DE-266) - "Wiseman" (DE-667) - "Witter" (DE-636) - "Woodrow R. Thompson" (DE-451) - "Woodson" (DE-359) - "Wyffels" (DE-6) - "Wyman" (DE-38) - "Yokes" (DE-668) |

## Rakietowe niszczyciele eskortowe
- (DEG-1) "Brooke"
- (DEG-2) "Ramsey"
- (DEG-3) "Schofield"
- (DEG-4) "Talbot"
- (DEG-5) "Richard L. Page"
- (DEG-6) "Julius A. Furer"
- DEG-7 do 13 zostały opłacone przez United States Navy i zbudowane dla Portugalii. Kiedy okręty zostały przeklasyfikowane na FFG, projekt fregat patrolowych został także przeklasyfikowany (na FFG-7)